# Intersección de conjuntos
¿Qué cosas tienen en común tus dos materias favoritas?

La intersección de A y B es otro conjunto A B que contiene sólo los elementos que pertenecen tanto a A como a B.

En teoría de conjuntos, la intersección de dos conjuntos A y B es el conjunto de elementos que están tanto en A como en B y se representa como A ∩ B, donde el símbolo "∩" indica los elementos que pretenecen simultáneamente a ambos conjuntos.
Por ejemplo,dado el conjunto de los números pares P y el conjunto de los cuadrados C de números naturales, su intersección es el conjunto de los cuadrados pares.
{\displaystyle P=\{2,4,6,8,10,\ldots \}}
{\displaystyle C=\{1,4,9,16,25,\ldots \}}
{\displaystyle D=\{4,16,36,64,\ldots \}}, D = P ∩ C.
En otras palabras: por ejemplo, si A = { a, b, c, d, e, f} y B = { a, e, i, o, u}, entonces la intersección de dichos conjuntos estará formada por todos los elementos que estén a la vez en los dos conjuntos, esto es: A∩B = { a, e}
Ejemplos didácticos:
- A = {manzana, pátano, uva}   B = {uva, piña, pera}    Intersección: A ∩ B = {uva}
- Si A={ Luis, Ana, Martha} son estudiantes de matemáticas  y B = { Martha, Karla, Luis}, entonces: A∩B = { Luis, Martha}
- Conjunto A  {azul}    Conjunto B {rojo}    Intersección {morado}

## Definición

Intersección de dos conjuntos A y B.

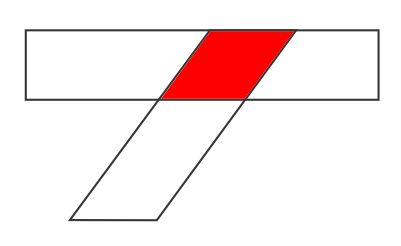
La intersección de dos superficies oblicuas.

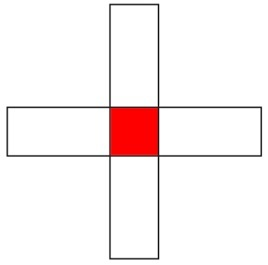
La intersección de dos superficies perpendiculares.

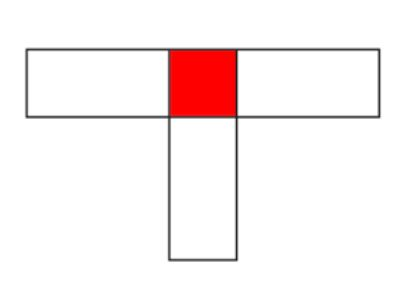
La intersección de dos superficies perpendiculares.

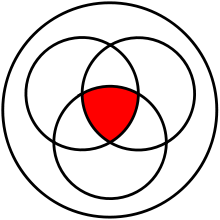
Intersección de 3 conjuntos (diagrama de Venn).

La intersección de conjuntos es cuando comparamos dos conjuntos y buscamos los elementos que tienen en común.
Por ejemplo, si un conjunto A tiene {1,2,3} y su conjunto b tiene {2,3,4}, entonces su intersección es {2,3}, porque esos son los que aparecen en ambos conjuntos.
En matemáticas, usamo el símbolo "∩" para representar la intersección. Así que escribimos: A∩B= {2,3}
Dados dos conjuntos A y B, su intersección es otro subconjunto cuyos  elementos, necesariamente,  pertenecen a ambos conjunto.
Intersección con símbolos y número
A = { π, c, 8, γ, 5, P} y B = {ω, c, 0, Δ, 5, R}. 
Entonces la intersección es A ∩ B = {5, c}.
Intersección naturales
C = {números naturales que son potencias de 2} → {2, 4, 8, 16, 32, 64, 128, ..
D = {números que son cubos perfectos} → {1, 8, 27, 64, 125, 216, 512, ...}
Entonces la intersección es C ∩ D = {8, 64, 512, ...}
Intersección de pares e impares
- Sean los conjuntos de números pares e impares. Su intersección es el conjunto vacío ∅, ya que no existe ningún número natural que sea par e impar a la vez.

Cuando la intersección de dos conjuntos es vacía, se dice que son disjuntos:
| Dos conjuntos A y B se dicen disjuntos si su intersección es el conjunto vacío: {\displaystyle A\cap B=\varnothing } |

### Generalizaciones
La intersección de un número finito de conjuntos, superior a dos, se define teniendo en cuenta que, debido a la propiedad asociativa (más abajo), el orden en el que se intersequen los conjuntos es irrelevante:
| {\displaystyle A_{1}\cap A_{2}\cap \ldots \cap A_{n}=A_{1}\cap (A_{2}\cap (\ldots (A_{n-1}\cap A_{n}){\scriptstyle \ldots })} |

La definición más general en teoría de conjuntos se refiere a una familia de conjuntos, un conjunto cuyos elementos son conjuntos a su vez:
| Sea M una familia de conjuntos. Su intersección ∩M se define como: {\displaystyle x\in \bigcap M{\text{ si para cada }}A\in M{\text{ se tiene que }}x\in A} |

De este modo, la intersección de un número finito de conjuntos es sólo un caso particular de esta definición general:
A ∩ B = ∩M, donde M = {A, B}
A1 ∩ ... ∩ An = ∩M, donde M = {A1, ..., An}
La intersección general de conjuntos se denota de diversas maneras:

{\displaystyle \bigcap M=\bigcap _{A\in M}A=\bigcap _{i\in I}A_{i}{\text{ ,}}}

donde esta última se aplica en el caso de que utilicemos un conjunto índice, definiendo M como {Ai: i ∈ I}.

## Propiedades
De la definición de intersección puede deducirse directamente:
| - Idempotencia. La intersección de un conjunto A consigo mismo es el propio A : {\displaystyle A\cap A=A} - La intersección de A y B es un subconjunto de ambos: {\displaystyle A\cap B\subseteq A,B} - La intersección de un conjunto B con un conjunto A que lo contenga, deja a B inalterado: {\displaystyle B\subseteq A\rightarrow A\cap B=B} |

La intersección de conjuntos poseen también propiedades similares a las operaciones con números:
| - Propiedad asociativa. La intersección de los conjuntos A y B ∩ C es igual a la intersección de los conjuntos A ∩ B y C : {\displaystyle (A\cap B)\cap C=A\cap (B\cap C)} - Propiedad conmutativa. La intersección de los conjuntos A y B es igual a la intersección de los conjuntos B y A : {\displaystyle A\cap B=B\cap A} - Elemento absorbente. La intersección de un conjunto A con el conjunto vacío ∅ es ∅: {\displaystyle A\cap \varnothing =\varnothing } |

Todas estas propiedades se deducen de propiedades análogas para la conjunción lógica. 
En relación con la operación de unión existen unas leyes distributivas:
| Propiedad distributiva - A ∪ (B ∩ C) = (A ∪ B) ∩ (A ∪ C), y por tanto: - A ∪ (A ∩ B) = A - A ∩ (B ∪ C) = (A ∩ B) ∪ (A ∩ C), y por tanto: - A ∩ (A ∪ B) = A |

- Se cumple que ∅ ⊂ A∩B∩C ⊂ A∩B ⊂ A ⊂ A∪B ⊂ A∪B∪C ⊂ Ω donde Ω es el conjunto universal.[1]

## Teoría axiomática
En las teorías axiomáticas de conjuntos usuales, como ZFC o NBG, la existencia de la intersección de una familia de conjuntos no se postula de manera independiente, sino que se demuestra como consecuencia del esquema axiomático de reemplazo.

## Literatura del tema
- Dorronsoro, José; Hernández, Eugenio (1996). Números, grupos y anillos. Addison-Wesley/Universidad Autónoma de Madrid. ISBN 84-7829-009-5.
- Lipschutz, Seymour (1991). Teoría de conjuntos y temas afines. McGraw-Hill. ISBN 968-422-926-7.

- Yu. M. Korshunov. Fundamentos matemáticos de la cibernética. Editorial Mir, Moscú s/f.

- Datos: Q185837
- Multimedia: Intersection (set theory) / Q185837